# Hastula exacuminata
Hastula exacuminata é uma espécie de gastrópode do gênero Hastula, pertencente a família Terebridae.